# جاده ناصری
مسیر ناصری یا جاده ناصرالدین شاه از منظریه آغاز می‌گردید و از پایین قله توچال رد می‌شده و پس از عبور از گردنه شهرستانک به قصر ییلاقی ناصرالدین شاه در شهرستانک می‌رسیده.
جاده ناصری یکی از قدیمی‌ترین و تاریخیترین مسیرهای کوهنوردی در تهران است که بخشی از آن در تعطیلات آخر هفته مورد استفاده کوهنوردان عادی برای صعود به ارتفاعات کلک چال است. ادامه این جاده بعد از کلک چال و عبور از قله پیاز چال و گردنه شرقی توچال به سمت شهرستانک می‌رود که یافتن آن نیاز به تجربه کوهنوردان حرفه‌ای دارد.